# VB Zweibrücken
Der Vereinigte Bewegungsspieler Zweibrücken 1901 e.V. ist ein deutscher Fußballverein mit Sitz in der kreisfreien rheinland-pfälzischen Stadt Zweibrücken.

## Vorgängervereine
Bereits im Jahr 1899 gab es erste lose Fußballspiele, die Teilnehmer an diesen schlossen sich schließlich im Jahr 1901 unter dem Namen Fußball-Klub Zweibrücken zusammen, kurz FKZ. Dieser spielte auch im offiziellen Spielbetrieb mit, löste sich jedoch 1905 bereits wieder auf. Ein Jahr später wurde dann die „Bavaria“ Zweibrücken gegründet, welche jedoch nicht lange bestehen sollte.

## Geschichte

### Gründung bis Zeit des Nationalsozialismus
Der Verein wurde ursprünglich im Jahr 1910 als Fußballverein Zweibrücken gegründet, beruft sich aber auf das Gründungsjahr des früheren Fußball-Klubs. Bereits 1911 nannte sich der Verein in VfB Zweibrücken um. Während des Ersten Weltkriegs ruhte der Spielbetrieb dann erst einmal. Nach dem Ende des Krieges kam es aufgrund von internen Streitigkeiten zur Abspaltung einiger Mitglieder, welche dann den Sportclub Zweibrücken gründeten. Bereits 1920 schlossen sich aber beide Vereine wieder zusammen. Von nun an nannte sich der Verein Vereinigte Bewegungsspieler. Zur Saison 1922/23 gelang dem Verein dann der Aufstieg in die Kreisliga Pfalz innerhalb des Süddeutschen Fußball-Verbands, welche zu dieser Zeit die höchste deutsche Spielklasse darstellte. Mit 5:23 Punkten belegte man am Ende der Spielzeit jedoch den achten und damit letzten Platz, was den sofortigen Wiederabstieg bedeutete. Nach der Saison 1927/28 stieg der Verein schließlich in die Drittklassigkeit ab. Direkt in der Folgesaison, gelang mit dem Meistertitel in der Kreisklasse Ostsaar aber wieder der Aufstieg in die zweithöchste Liga. Hier wird man in der Saison 1930/31 ebenfalls Meister, kann sich jedoch in der Aufstiegsrunde nicht gegen die anderen Vereine durchsetzen.

### Zeit des Nationalsozialismus bis Zweiter Weltkrieg
Nach der Machtergreifung der Nationalsozialisten erfolgt kurzzeitig eine Umbenennung in Sportverein 01 Zweibrücken, sowie eine Zusammenlegung mit Vereinen aus den Stadtteilen Bubenhausen, Ixheim und Ernstweiler. Dies sollte jedoch nicht lange über dauern und kurze Zeit später, war der Verein unter altem Namen wieder Unabhängig. Nachdem durch die Neustrukturierung der Spielklassen die Mannschaft um einige Klassen gefallen war, gelang in der Saison 1937/38 die Meisterschaft und somit die Rückkehr in die Zweitklassigkeit. Nach dem Ausbruch des Zweiten Weltkriegs, wird der Sportplatz des Vereins, nahezu zerstört und von dem Vermögen ist nach Kriegsende auch nichts mehr übrig.

### Nachkriegszeit
Nach dem Ende des Krieges, erfolgte 1945 die Wiedergründung des Vereins als VfR Zweibrücken, diesem wird ein Startplatz in der zweiten Liga verwehrt. Aus eigener Kraft gelang es dann zur Saison 1949/50 selber in die nun zweitklassige Landesliga Westpfalz aufzusteigen. Mit 21:31 Punkten platzierte man sich hier auf dem zehnten Platz der Tabelle. Die Folgesaison schloss man mit 15:37 Punkten dann nur auf dem 14. und damit letzten Platz ab, was den Abstieg bedeutete. In der Spielzeit 1951/52 gelang der Mannschaft in der A-Klasse wieder die Meisterschaft, womit es diesmal jedoch in die nun viertklassige 2. Amateurliga Westpfalz ging. Hier gelang es erstmals 1959 mit einer Meisterschaft, an den Aufstiegsspielen zur 1. Amateurliga teilzunehmen, wo man jedoch scheitern sollte. Dies gelang in den späteren Jahren immer wieder, jedoch sollte nie ein Aufstieg gelingen.

### 1970er Jahre bis 1990er Jahre
Die Zeit in der zweithöchsten Amateurklasse endete schließlich nach der Saison 1970/71 mit dem Abstieg in die A-Klasse. Hier gelang 1973 zwar wieder der erste Platz, jedoch musste aufgrund von Punktgleichheit ein Entscheidungsspiel her, welches verloren wurde. Danach erfolgte kein weiterer Titel mehr und 1983 sogar der Abstieg in die B-Klasse. Zwar gelang in den folgenden Jahren drei Mal der Gewinn des Kreispokal, in der Liga konnte man sich jedoch nicht durchsetzen und rutsche somit nach der Saison 1990/91 sogar in die C-Klasse ab. Zwar gelang in der nächsten Saison mit dem Meistertitel der direkte Wiederaufstieg, hier nach ging es im Anschluss der Saison 1994/95 erneut runter in die C-Klasse.

### 2000er Jahre bis heute
Mit dem Vize-Meistertitel in der Saison 2000/01 gelang dann der Aufstieg in die Kreisliga Pirmasens/Zweibrücken. Ein weiters mal als Vizemeister ging es dann nach der Saison 2006/07 wieder einmal eine Liga höher in die Bezirksklasse Westpfalz. Mit 72 Punkten sollte hier nach der Spielzeit 2007/08 die Meisterschaft gelingen, womit ein weiterer Aufstieg, nun in die Bezirksliga, gelang. Hier etablierte sich die Mannschaft nun über eine lange Zeit, konnte sich zwar öfters in der oberen Hälfte platzieren, für einen weiteren schnellen Aufstieg sollte es jedoch nicht reichen. Mit 69 Punkten gelang es dann am Ende der Spielzeit 2015/16 endlich sich auf dem zweiten Platz der Tabelle zu positionieren, dies berechtigte den Verein an den Aufstiegsspielen zur Landesliga Südwest teilzunehmen. In einem Hin- sowie Rückspiel traf man nun auf den TSV Lalo-Laubenheim. Nach einem 2:0-Sieg zuhause am 29. Mai, reichte dann auch ein 1:1 am 1. Juni auswärts, um sich am Ende durchzusetzen und den Aufstieg wahrzunehmen.
In der ersten Saison in der Landesliga platzierte man sich dann gleich mit 43 auf dem zehnten Platz der Spielklasse. Ab der Saison 2018/19 bildet die Mannschaft zusammen mit dem SV Ixheim eine Spielgemeinschaft. Diese belegten in der Vorsaison in der A-Klasse noch einen niedrigen Platz in der A-Klasse. Diesen übernahm, danach die Zweitvertretung, welche ebenfalls als SG startete. In dieser Konstellation spielt das Team auch noch bis heute in der Landesliga. Es ist aber geplant ab der Saison 2021/22 wieder getrennte Wege zu gehen.